# Torneio Internacional da Independência de 2009
O Torneio da Independência de 2009 foi um torneio de futebol realizado no país da Coreia do Sul, onde o Atlético Sorocaba foi campeão em cima do Ilhwa Chunma, após vencer nas penalidades por 4 a 5.
O torneio de 2009 foi proposto assim:

## Jogos

### Semi-finais
|  | Meias-finais | Meias-finais      | Meias-finais      |       |  | Final        | Final | Final |
|  |              |                   |                   |       |  |              |       |       |
|  | 1            | Ilhwa Chunma      | 3                 |       |  |              |       |       |
|  | 4            | Barcelona B       | 1                 |       |  |              |       |       |
|  |              |                   |                   |       |  | Ilhwa Chunma | 1 (4) |       |
|  |              |                   | Atlético Sorocaba | 1 (5) |  |              |       |       |
|  | 2            | Atlético Sorocaba | 7                 |       |  |              |       |       |
|  | 3            | Seleção de Moscou | 0                 |       |  |              |       |       |

#### Detalhes
| 14 de Agosto de 2009 | Seleção de Moscou | 0 – 7 | Atlético Sorocaba                                                                                                   |  |
|                      |                   |       | Nenê 15' (1T) · Juliano 17' (1T) · Didi 26' (1T) · Mika 36' (1T) · Luan 41' (1T) · Dodô 27' (2T) · Jailton 38' (2T) |  |

| 14 de Agosto de 2009 | Ilhwa Chunma | 3 – 1 | Barcelona B |  |
|                      |              |       |             |  |

### Final

#### Detalhes
| 16 de Agosto de 2009 | Ilhwa Chunma | 1 – 1 | Atlético Sorocaba |                 |
|                      |              |       | Nenê              | Público: 12,000 |

|  |       | Penalidades |
|  | 4 – 5 |             |

## Premiação
| Torneio Internacional da Independência 2009 |
| ------------------------------------------- |
| Atlético Sorocaba Campeão (1º título)       |